# Idalus luteorosea
Idalus luteorosea là một loài bướm đêm thuộc phân họ Arctiinae, họ Erebidae.